# Pacifigorgia arenata
Pacifigorgia arenata is een zachte koraalsoort uit de familie Gorgoniidae. De koraalsoort komt uit het geslacht Pacifigorgia. Pacifigorgia arenata werd in 1846 voor het eerst wetenschappelijk beschreven door Valenciennes. 